# Das Wäschermädel Seiner Durchlaucht
Das Wäschermädel Seiner Durchlaucht ist ein deutscher Spielfilm aus dem Jahre 1917.

## Handlung
Die junge Komtess Erika von Drenkwalde verliebt sich unter fremdem Namen in den Herzog Ernst von Reis-Gerste. Ebendiesen hat sich ihr Vater als Heiratskandidat für sie auserwählt.

## Hintergrund
Der Stummfilm wurde von der Firma Oliver Berlin (Nr. 4872) produziert. Er hatte eine Länge von 1287 Metern, was etwa 47 Minuten entspricht. Insgesamt hatte der Film drei Akte. Es existierte noch eine zweite Fassung des Films, die aber mit 1185 Metern etwas kürzer war. Die Zensur prüfte ihn im September 1917, wobei er von der Polizei Berlin ein Jugendverbot erhielt (Nr. 40943). Am 22. November 1921, drei Jahre nach Kriegsende, wurde er nochmals von der Reichsfilmzensur geprüft (Nr. 4771), wobei er ebenfalls ein Jugendverbot erhielt. Die Uraufführung erfolgte noch im Oktober 1917.